# Euxoa incallida
Euxoa incallida är en fjärilsart som beskrevs av Smith 1890. Euxoa incallida ingår i släktet Euxoa och familjen nattflyn. Inga underarter finns listade i Catalogue of Life.